# CoRoT-1 b
CoRoT-1 b (anciennement CoRoT-Exo-1 b) est la première planète extrasolaire détectée par la mission CoRoT. La découverte fut annoncée le 3 mai 2007. Cette planète est située à ∼ 2 630 a.l. (∼ 806 pc) dans la constellation de la Licorne, son  rayon est estimé entre 1,5 et 1,8 fois celui de Jupiter. C'est un Jupiter chaud.

## Découverte
CoRoT-1 b a été découverte par la mission CoRoT par la méthode du transit astronomique, puis confirmée par le Very Large Telescope.

## Observation de phases
En mai 2009, COROT-1b devient la première exoplanète pour laquelle des observations dans le visible ont été rapportées (dans l'infrarouge, l'émission de HD 189733 b était connue dès 2006). Ces observations suggèrent qu'il n'y a pas de transfert de chaleur significatif entre les côtés nuit et jour de la planète, qui est en rotation synchrone.